# 헤센카셀 방백국
헤센카셀 방백국(독일어: Landgrafschaft Hessen-Kassel, 영어: Landgraviate of Hesse-Kassel), 또는 간단히 헤센카셀은 신성 로마 제국 아래에 있던 방백국이다. 1567년 헤센 방백국이 헤센 방백 필립 1세의 사망으로 분할되면서, 그의 장자였던 빌헬름 4세가 헤센 방백국의 북쪽 영토와 수도 카셀을 물려받게 되었다. 다른 아들들이 물려받은 영토는 헤센라인펠스 방백국, 헤센다름슈타트 방백국, 헤센마르부르크 방백국으로 분할되었다. 1803년 나폴레옹 전쟁 당시, 신성 로마 제국은 헤센카셀 방백국을 헤센 선제후국으로 승격시켰고, 빌헬름 9세는 헤센 선제후가 된다. 프랑스군이 헤센카셀을 점령하고 이후 헤센카셀은 베스트팔렌 왕국의 일부가 되면서, 헤센카셀 방백국도 멸망하게 되었다.

## 역사
헤센카셀 방백국은 1567년 헤센 방백국이 헤센 방백 필립 1세 의 사망으로 분할되면서, 그의 장자였던 빌헬름 4세가 헤센 방백국의 북쪽 영토와 수도 카셀을 물려받으면서 형성된 국가다. 1604년 헤센카셀은 마우리츠 폰 헤센카셀이 아들이 없던 루이스 4세 폰 헤센마르부르크로부터 헤센마르부르크 방백국을 상속받으면서 영토가 확장되었다.

### 30년 전쟁
1605년 마우리츠는 칼뱅파 신도가 되었고, 30년 전쟁이 발발하자 개신교 측에서 싸웠다. 헤센다름슈타트 방백국에게 그의 영토를 강제로 할양한 이후, 1627년 마우리츠는 아들 빌헬름 5세에게 왕위를 넘겼다. 빌헬름 5세는 신성 로마 제국군이 침공했을 때 헤센카셀 대부분을 잃자 구스타브 2세 아돌프, 그리고 이후에는 프랑스 왕국과 동맹을 맺었다. 1637년 망명 중 사망한 빌헬름 5세의 뒤를 이어 그의 부인인 아말리에 엘리자베스 폰 하나우뮌젠부르크가 빌헬름 6세의 섭정을 맡았다.
아말리에 엘리자베스는 헤센카셀의 이익을 증진시키기 위해 노력했다. 헤센카셀에서 황제군을 축출한 이후, 그녀는 시아버지가 헤센다름슈타트 친척에게 잃었던 마르부르크를 되찾기 위해 군대를 파견했다 1648년 베스트팔렌 조약이 체결된 이후, 헤센카셀은 샤움부르크 백국과 헤스펠트 주교령까지 획득했다. 이후 그녀는 헤센카셀의 분할을 막기 위해 장자상속제를 도입했지만, 1651년 건강 악화로 사망했다.

### 17세기와 18세기
1651년 어머니의 죽음 이후 방백 직위에 오른 빌헬름 6세는 1663년까지 통치했고, 그의 아들 빌헬름 7세는 당시 1670년의 이른 나이에 사망했다. 그의 뒤를 이어 빌헬름 6세의 차남인 카를이 방백이 되었다. 카를의 뒤를 이어 왕이 된 프레드리크 1세는 스웨덴의 왕이기도 했기에, 1730년부터 1751년까지 스웨덴과 헤센카셀은 동군연합이 되었다. 1751년 프레드리크 1세의 사망 후, 카를의 다른 아들이었던 빌헬름 8세가 헤센카셀 방백이 되었고, 그는 1760년까지 헤센카셀을 다스렸다. 빌헬름 8세의 사망 이후 프레드리크 2세가 헤센카셀의 방백이 되었다. 그는 1745년 재커바이트 반란 당시 영국을 지원하기 위해 헤센군을 파견했다. 이후 1775년 미국 독립 전쟁이 발발했을 때, 그는 군자금을 모아 헤센병을 미국 본토에 파견했다.

### 멸망
1803년 독일 중재화를 통해, 헤센카셀 방백국은 헤센 선제후국으로 승격되었고, 헤센카셀 방백이었던 빌헬름 9세도 선제후가 되어 헤센 선제후라는 칭호를 받게 되었다. 그럼에도 헤센카셀이라는 명칭은 여전히 잔존했다.
1806년, 나폴레옹 보나파르트가 프로이센 왕국에 대한 지지를 명분으로 빌헬름 1세를 퇴위시켰다. 이후 카셀은 베스트팔렌 왕국의 수도로 지정되었고, 나폴레옹의 형인 제롬 보나파르트가 베스트팔렌의 초대 국왕으로 즉위했다. 1813년 나폴레옹의 패배 이후 헤센 선제후의 직위는 복원되었고, 비엔나 회의 이후 수많은 선제후국이 왕국으로 승격되었다. 빌헬름 1세 역시 헤센 선제후국을 왕국으로 올리기 위해 노력했으나 이는 실패로 끝났다. 옛 헤센다름슈타트 방백국이었던 헤센 대공국으로부터 영토를 지키기 위해 빌헬름은 선제후라는 명칭을 유지하기로 결정했다.

## 헤센군
헤센카셀 방백국은 17세기부터 18세기 사이에 그들의 군대를 임대해주는 걸로 유명했다. 이 때 당시 소국들이 군대를 빌려주는 것은 일반적인 관행으로, 이를 통해 더 큰 이익을 얻고자 하는 것이 목표였다. 국제적인 사법가들은 이들을 용병과 보조부대 사이로 규정하고 있다. 용병들은 개개인이 외국군에서 복무하는 것이고, 보조부대는 다른 대공을 지원하기 위해 보내는 부대이기 때문이다.
1730년 경, 헤센카셀은 인구의 5.3%가 군에서 복무하고 있을 정도로 강력한 군을 육성 중이었다. 이는 당시 프로이센 왕국보다도 높은 복무율이었다. 헤센군은 유럽 강대국들의 준비된 예비군으로써 복무하는 경우가 많았다.
헤센군이 활약한 대표적인 전쟁이 미국 독립 전쟁으로 영국군 육군 전체 중 25%가 독일 제후들로부터 임차한 군대였고, 이 중 절반은 헤센하나우 방백국과 헤센카셀 방백국에서 왔다. 이러한 이유로 미국인들은 영국 육군에서 복무하는 모든 독일인 부대를 헤센군"이라고 불렀다.

## 같이 보기
- 뉴네덜란드
- 뉘아스베리예
- 펜실베이니아 더치